# Șpălnaca
Șpălnaca – wieś w Rumunii, w okręgu Alba, w gminie Hopârta. W 2011 roku liczyła 167 mieszkańców.